# 男燒衣
《男燒衣》是一首清代南音曲，作者不詳，創作時代未有定論。

## 唱詞主題
唱詞為一名嫖客的自述，他在江邊祭奠自己深愛的花艇妓女，自述中提到該名妓女較早前自縊，等不到嫖客為其贖身從良，最後艇嫂（花艇鴇母）又為嫖客介紹一位名為「馮人引」的女子。這類風月場所人事是南音的典型題材。學者梁培熾指出，木魚、龍舟演變為南音後，這些早期南音雖然音樂性有所提高，但已淪為文人、士大夫的娛情享樂工具，題材上失去了反映社會現實生活、表達積極或健康思想的價值。

## 唱詞研究

### 背景時代
粵曲研究者及編曲者馮公達認為「呢盒公煙原本係舊嘅」（這盒公煙原本是舊的）一句顯示故事背景在十九世紀中葉之後（林則徐禁煙後）。

### 芽蘭帶
《男燒衣》的唱詞中有很多十九世紀時期的廣東地區用語，如「大能」（陽去聲nang3）、「刨花」、「埋街」、「雷州斗」及「煙屎鈎」等吸食鴉片煙用具、「舊公煙」、「馨香翳膩」。其中「芽蘭帶」一詞，是指什麼事物未有公認的解釋，成為戲曲界及學術界的研究話題。
名伶阮兆輝稱他曾經嘗試查證，有人認為是頭帶，有人認為是腳帶，他無法肯定（見外部連結相關片段）。馮公達引述粵曲界前輩李銳祖所言，芽蘭帶即纏腳布，馮認為是芽帶魚之象形。
研究貿易史的廣州學者程美寶利用貿易史料考證，認為「芽蘭」是一種西班牙語稱作「Grana」的進口染料之粵語音譯，後來這種染料被通稱為「胭脂蟲」，舊譯名漸被遺忘。

## 衍生作品
- 李碧華小說《男燒衣》，後被香港電台拍為《小說家族》單元劇系列的其中一個單元。[3]

## 影視作品中的應用
- 1996年電影《旺角的天空2之男燒衣》：以黑幫仇殺及靈異為題材的時裝電影，羅家英飾演的失明南音愛好者演唱了此曲的改詞版本，改詞內容包括一些現代用語，如「Benz」。

## 近代著名演唱者
- 杜煥[5][3][6]
- 白駒榮[3][2][7]
- 梁漢威[8]
- 文千歲[9]
- 阮兆輝[10]
- 區均祥[11]

方言學者陳志清曾對白駒榮（天聲唱片）、文千歲（樂韻唱片）、阮兆輝（天聲唱片）的錄音帶版本進行唱腔比較。
梁培熾引述呂大呂之文章，認為白駒榮唱《男燒衣》，是其南音作品之最，比其《客途秋恨》更佳，亦勝過地水（失明藝人）一系的演繹。

## 外部連結
- 香港中文大學中國音樂研究中心 - 杜煥演唱錄音 （页面存档备份，存于）
- 阮兆輝演唱及講解片段 （页面存档备份，存于）